# David Oliver (lekkoatleta)
David Oliver (ur. 24 kwietnia 1982 w Orlando) – amerykański lekkoatleta specjalizujący się w biegach przez płotki, mistrz świata z 2013.
W 2007 podczas mistrzostw świata odpadł w półfinale biegu na 110 metrów przez płotki. Także na półfinale zakończył swój udział w halowych mistrzostwach świata zimą 2008. Na igrzyskach olimpijskich w Pekinie (2008) zdobył brązowy medal. Dwa lata później stanął na najniższym stopniu podium halowych mistrzostw świata w biegu na 60 metrów przez płotki. Zwycięzca łącznej punktacji Diamentowej Ligi 2010 w biegu na 110 metrów przez płotki. Na mistrzostwach świata w Daegu (2011) zajął czwarte miejsce, a dwa lata później sięgnął po złoto. Zwycięzca łącznej punktacji Diamentowej Ligi 2013 w biegu na 110 metrów przez płotki. W 2015 zdobył złoty medal igrzysk panamerykańskich w Toronto. 
Medalista mistrzostw Stanów Zjednoczonych. Absolwent Howard University w Waszyngtonie.
Rekordy życiowe: bieg na 60 metrów przez płotki (hala) – 7,37 (5 lutego 2011, Stuttgart); bieg na 110 metrów przez płotki (stadion) – 12,89 (16 lipca 2010, Paryż Saint-Denis). Rezultat Olivera z Paryża (12,89) jest siódmym wynikiem w historii światowej lekkoatletyki. Amerykanin jest jednym z szesnastu zawodników w historii, legitymującym się wynikiem poniżej trzynastu sekund.

## Osiągnięcia
| Rok  | Impreza                             | Miejsce   | Konkurencja                | Pozycja    | Wynik |
| ---- | ----------------------------------- | --------- | -------------------------- | ---------- | ----- |
| 2006 | Światowy finał lekkoatletyczny IAAF | Stuttgart | bieg na 100 m przez płotki | 5. miejsce | 13,24 |
| 2007 | Mistrzostwa świata                  | Osaka     | bieg na 100 m przez płotki | półfinał   | 13,42 |
| 2008 | Halowe mistrzostwa świata           | Walencja  | bieg na 60 m przez płotki  | półfinał   | 7,65  |
| 2008 | Igrzyska olimpijskie                | Pekin     | bieg na 110 m przez płotki | 3. miejsce | 13,18 |
| 2008 | Światowy finał lekkoatletyczny IAAF | Stuttgart | bieg na 100 m przez płotki | 1. miejsce | 13,24 |
| 2010 | Halowe mistrzostwa świata           | Doha      | bieg na 60 m przez płotki  | 3. miejsce | 7,44  |
| 2010 | Puchar interkontynentalny           | Split     | bieg na 110 m przez płotki | 1. miejsce | 13,11 |
| 2010 | DécaNation                          | Annecy    | bieg na 110 m przez płotki | 1. miejsce | 13,11 |
| 2011 | Mistrzostwa świata                  | Daegu     | bieg na 110 m przez płotki | 4. miejsce | 13,44 |
| 2013 | Mistrzostwa świata                  | Moskwa    | bieg na 110 m przez płotki | 1. miejsce | 13,00 |
| 2015 | Igrzyska panamerykańskie            | Toronto   | bieg na 110 m przez płotki | 1. miejsce | 13,07 |
| 2015 | Mistrzostwa świata                  | Pekin     | bieg na 110 m przez płotki | 7. miejsce | 13,33 |